# Michael B. Jordan
Michael Bakari Jordan (Santa Ana, Kalifornija, 9. veljače 1987.), američki je glumac. Počeo se baviti glumom još kao tinejdžer, glumeći u televizijskim serijama. Televizijske serije u kojima se proslavio kao glumac su HBO-ova serija Žica (2002.) gdje je glumio Wallacea, ABC-ova sapunica Sva moja djeca (2003. – 2006.) gdje je glumio Reggiea Montgomeryja, te NBC-ova dramska serija Najbolji tim (2009. – 2011.) gdje je glumio Vincea Howarda.
Jordan se tek kasnije proslavio kao filmski glumac. Prvi film za koji je dobio velike pohvale kritike je Postaja Fruitvale iz 2013. godine gdje je glumio žrtvu Oscara Granta. Kasnije je glumio Čovjeka-baklju u filmu Fantastičnoj četvorci iz 2015. godine, te Adonisa Creeda u Creedu iz iste godine, koji je dio filmskog serijala Rocky. Ostali filmovi u kojima je glumio su Crveni repovi i Kronike iz 2012., Onaj osjećaj kad iz 2014., te Marvelov Black Panther iz 2018. godine za kojeg je dobio pohvalu kritike. Jordan često surađuje s redateljem Ryanom Cooglerom.

## Vanjske poveznice
- Michael B. Jordan na Internet Movie Databaseu